# Sint-Annakerk (Gent)
De Sint-Annakerk is een kerk in de Belgische stad Gent. De kerk werd in 1980 beschermd als monument en de hele omgeving als stadsgezicht.
De kerk werd in 1851 ontworpen door Lodewijk Roelandt en werd, na het ontslag van Roelandt in 1855, in vereenvoudigde vorm uitgevoerd door Jacques Van Hoecke. De bouw begon in 1853 en op 12 juni 1866 werd de onvoltooide Sint-Annakerk plechtig ingewijd door de bisschop van Gent, Hendrik-Frans Bracq. De kerk verving de oude Sint-Annakapel uit 1644 in de Lange Violettestraat.
De kerk werd nooit helemaal voltooid. Zo was er oorspronkelijk aan de westzijde een toren voorzien. Het is het belangrijkste gebouw in Gent in Rundbogenstil, een eclectische stijl met romaanse, Byzantijnse en gotische elementen. De muurschilderingen zijn van Théodore-Joseph Canneel en werden na zijn dood afgewerkt door Théophile Lybaert.
Koning Leopold I legde op 1 september 1853 de eerste steen, vergezeld door de hertog van Brabant, dat is de latere koning Leopold II, en diens kersverse echtgenote Maria Hendrika. Bij de eerstesteenlegging werd een loden kist met daarin het gebruikte zilveren truweel, de ganzeveer en de schrijfpennen en daarop een koperen plaat met de namen van de aanwezigen ingemetseld. Voor de funderingen gebruikte men stenen gerecupereerd van het afgebroken Spanjaardenkasteel.

## Herbestemming tot supermarkt
Sinds 2018 bestaan er voor het kerkgebouw plannen voor herbestemming tot supermarkt. De violist Michail Bezverchni protesteerde hier tegen en omschreef het Gentse stadsbestuur als 'echte barbaren'. Onder meer Burgerinitiatief SOS Sint-Anna Gent vzw ijverde jarenlang voor een andere, waardige herbestemming. Delhaize verkreeg evenwel in maart 2023 van de Raad voor Vergunningsbetwistingen de definitieve vergunning voor een zelfstandig uitgebate buurtsupermarkt, die met een restaurant en een wijnbar in het kerkgebouw gepland zijn. Met een erfpacht van 99 jaar, en met drie miljoen aan Vlaamse subsidies garandeert Delhaize evenwel tussen 2024 en 2026 de kerk te restaureren vooraleer de supermarkt zal openen.